# 李唐宗
李唐宗，本籍山西太平，吏員出身，是中國清朝官員，於1713年上任新港巡檢，隸屬於台灣道台灣府，為台灣清治時期的地方官員，該官職主要從事新港之管理事務。
| 前任： 張知 | 台灣府新港巡檢 1713年上任 | 繼任： 查克成 |